# Empoasca hamiltoni
Empoasca hamiltoni är en insektsart som beskrevs av Irena Dworakowska 1977. Empoasca hamiltoni ingår i släktet Empoasca och familjen dvärgstritar.
Artens utbredningsområde är Kongo. Inga underarter finns listade i Catalogue of Life.